# InBase
InBase (Intecracy Base) (укр. ІнБейз («Інтекресі Бейз») — українська компанія-розробник програмного забезпечення, створена у 2007 році у формі ТОВ в результаті реорганізації однієї з провідних українських компаній-постачальників програмного забезпечення — Softline, заснованої в 1995 році випускниками Київського політехнічного інституту. Департаменти, які займалися розробкою, впровадженням і супроводом програмної платформи Megapolis, систем електронного документообігу та управління персоналом, були об'єднані та на їх основі створено ТОВ «Інтекресі Бейз». У штат компанії були переведені фахівці ЗАТ «Софтлайн» з перелічених напрямків.
Компанія InBase входить до Intecracy Group, одного з найбільших об'єднань ICT-компаній на ринку Східної Європи. У компанії є міжнародний досвід в розробці систем електронного документообігу та HRM-систем, а також автоматизації спеціалізованих бізнес-процесів компаній.
InBase має офіси у Києві та Харкові.

## Історія
Ключові дати:
• У 2007 році в Києві було засновано компанію InBase, як спін-офф компанії «Софтлайн». 
• У 2009 році InBase стає частиною ІТ-об'єднання Intecracy Group, що входить до числа найбільших ІТ-компаній України.

## Ключові вітчизняні рішення
UnityBase
У 2012 році компанія InBASE розпочала роботи зі створення власної програмної платформи UnityBase, що являє собою інтегрований набір технологій та інструментів для швидкої розробки Web-орієнтованих, високопродуктивних бізнес-додатків. UnityBase — це вітчизняна високопродуктивна RAD платформа, яка що дозволяє програмісту створювати широкий спектр рішень в кілька разів швидше і, відповідно, дешевше, ніж при традиційному підході.
У державному секторі України на базі платформи реалізовано ряд великих проєктів:
- Автоматизація електронного документообігу Кабінету Міністрів України;
- Комплексна інформаційно-аналітична система обліку для Міністерства оборони України із підвищеним ступенем захисту інформації;
- Реєстри Міністерства юстиції (Державний реєстр майнових прав на нерухоме майно, Автоматизована система виконавчих проваджень тощо);
- Автоматизація процесу видачі дозволу на перевезення, процесу ліцензування, процесу накладення і стягнення штрафів для Державної інспекції України з безпеки на наземному транспорті[7].

Рішення для корпорацій:
- «Укртелеком» — найбільше впровадження електронного документообігу в Україні. Кількість користувачів — 10 тис. Понад 5 тис. співробітників використовують систему електронного документообігу в режимі on-line;
- Міжнародний аеропорт «Київ» — впровадження системи електронного документообігу, автоматизації процесів реєстрації, створення, узгодження документів.

У квітні 2018 року Міжнародна аудиторська компанія Baker Tilly виявила, що за період 2010—2018 років було продано 1514 ліцензій та 53 182 забезпечених робочих місць на використання спеціалізованих програмних комплексів на основі платформи і її попередніх програмних версій.
Megapolis.DocNet 
Megapolis.DocNet — українська система електронного документообігу нового покоління, розроблена компанією InBase і побудована на платформі UnityBase, яка дозволяє створювати документо-орієнтовані системи, відповідні концепції ECM (Enterprise Content Management), що підтримують повний життєвий цикл управління документами, від підготовки шаблонів і проектів документів до архівного зберігання документів, із забезпеченням функцій електронного архіву.
Deals 
Deals — українська система зовнішнього електронного документообігу, розроблена компанією InBase, яка може використовуватися як SAAS рішення, так і on-site. Це онлайн сервіс для підписання електронних документів, який використовується для укладання і адміністрування угод з партнерами, підрядниками та клієнтами по всьому світу онлайн.
Ubpm 
Ubpm — інформаційна система для управління бізнес-процесами, яка дозволяє моделювати, моніторити і аналізувати бізнес-процеси компанії. Завдяки цьому надалі можливо перебудувати моделі бізнес-процесів звичайними співробітниками, без залучення технічного спеціаліста або з його мінімальною участю. Ubpm допомагає в роботі керівнику, оскільки за допомогою цього рішення можливо контролювати всі процеси, розуміти хто виконавець, порушені терміни виконання завдань, які причини невиконання в строк.

## Визнання
Найкраща система документообігу 2011 року за підсумками II Всеукраїнського конкурсу «Професійна премія у сфері банківських технологій, обладнання та послуг».
Кращий кейс з впровадження Цілі сталого розвитку ООН № 13 «Боротьба зі зміною клімату».